# Угерці (станція)
Угерці — залізнична станція Польських залізниць.
Розташована на лінії Самбір — Стар'ява — Коростенко — Загір'я у селі Угерці Мінеральні. Найближча станція Коростенко (19 км) на схід та Загір'я (16 км) на захід. 

## Рух
Станція обслуговує виключно швидкі поїзди, що курсують у вихідні та святкові дні, до Кракова та Лупкова. Також станція є початком траси Бещадських велодрезин до сусідніх зупинок Устянова (11 км на схід) та Янківці (5,5 км на захід).